# Wincenty Kot z Dębna
Wincenty Kot z Dębna (Dębno, 1395 circa – Gniezno, 14 agosto 1448) è stato uno pseudocardinale polacco.

## Biografia
Nacque a Dębno (Pomerania Occidentale) attorno al 1395.
L'antipapa Felice V lo elevò al rango di cardinale nel concistoro del 6 aprile 1444.
Morì il 14 agosto 1448 a Gniezno.

## Genealogia episcopale e successione apostolica
La genealogia episcopale è:
- Arcivescovo Jan Rzeszowski
- Cardinale Zbigniew Oleśnicki
- Arcivescovo Wincenty Kot z Dębna

La successione apostolica è:
- Vescovo Andrzej Opaliński z Bnina (1439)
- Vescovo Paweł Giżycki (1439)
- Vescovo Konrad Kron (1440)